# Paul Dixon (football)
Paul Dixon est un footballeur international écossais, né le 22 janvier 1986 à Aberdeen. 
Il joue au poste de défenseur dans le club de Grimsby Town, après avoir évolué à Huddersfield Town, et dans les deux clubs de Dundee, le Dundee United et le Dundee FC.

## Biographie

### En club
Il joue 4 matchs en Ligue Europa avec le club de Dundee United.

### En équipe nationale
Sélectionné à 13 reprises avec les espoirs, il joue trois matchs avec la sélection A en 2012. 
Il dispute notamment deux matchs comptant pour les éliminatoires du mondial 2014, contre la Serbie, et la Macédoine.
Le 29 juillet 2017, il rejoint Grimsby Town.

## Palmarès
Dundee United
- Coupe d'Écosse
  - Vainqueur (1) : 2010

### Personnel
- Membre de l'équipe-type de Scottish Premier League en 2012